# 徐少甫
徐少甫（1920年—2003年），名安斌，字少甫，男，江苏滨海人，中华人民共和国政治人物。

## 生平
徐少甫是江苏省滨海县东坎镇人。早年参加学生运动，后进入延安陕北公学。1947年，任中共合江省宝清县委书记。1949年，升任中共中央东北局机关党委组织部部长。
中华人民共和国成立后，担任中共辽宁省沈阳市委组织部部长。1956年，升任中共沈阳市委书记处书记兼市委秘书长。1961年，任中共辽宁省委书记处候补书记。1966年，任中共辽宁省委书记处书记。1978年，任鞍山钢铁公司党委书记、中共鞍山市委书记。1983年，兼任中共辽宁省纪律检查委员会书记。1985年，当选辽宁政协主席。